# Pierre-Louis Roederer

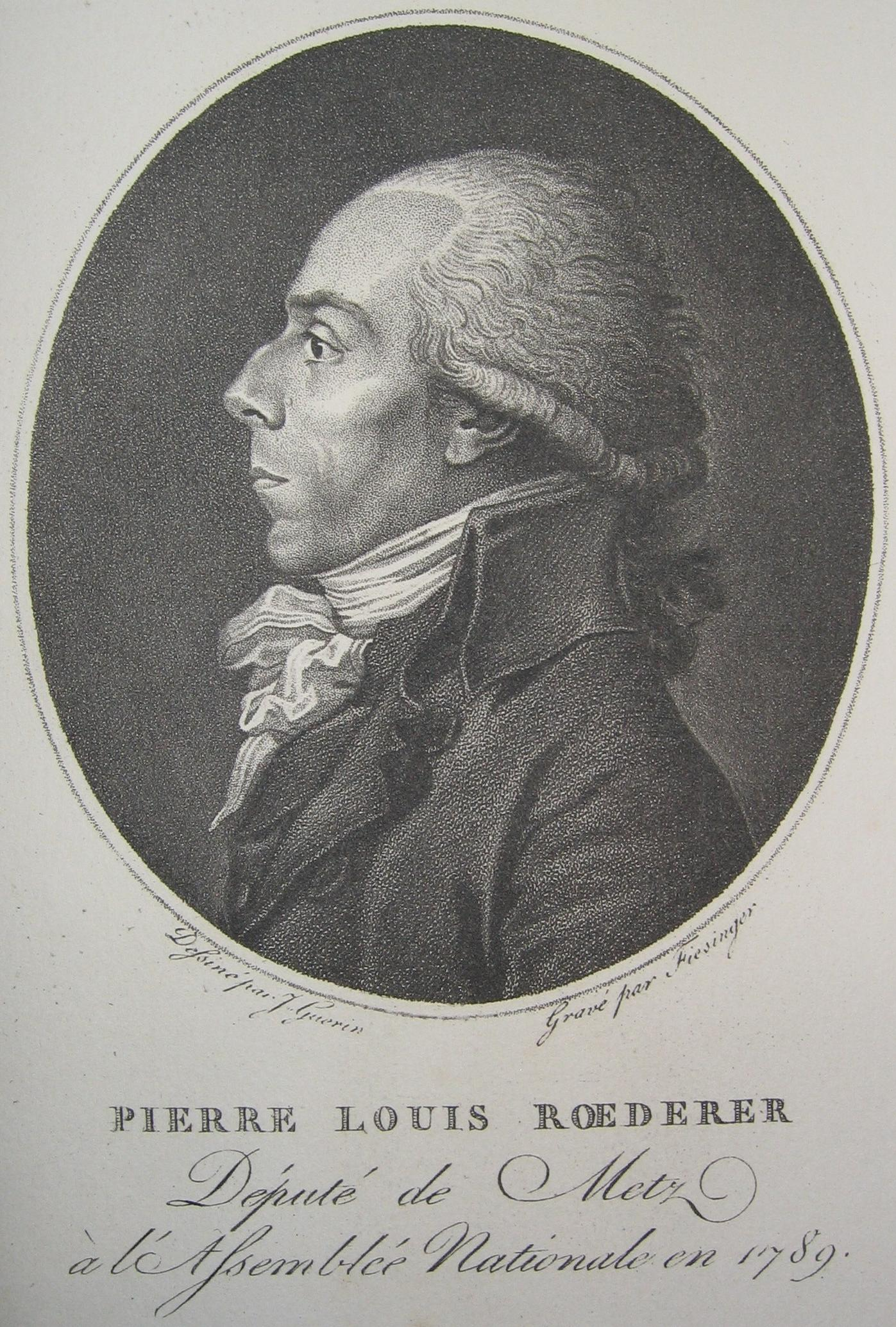
Pierre-Louis Roederer, zeitgenössische Darstellung von Jean Urbain Guérin, Radierung von Franz Gabriel Fiessinger

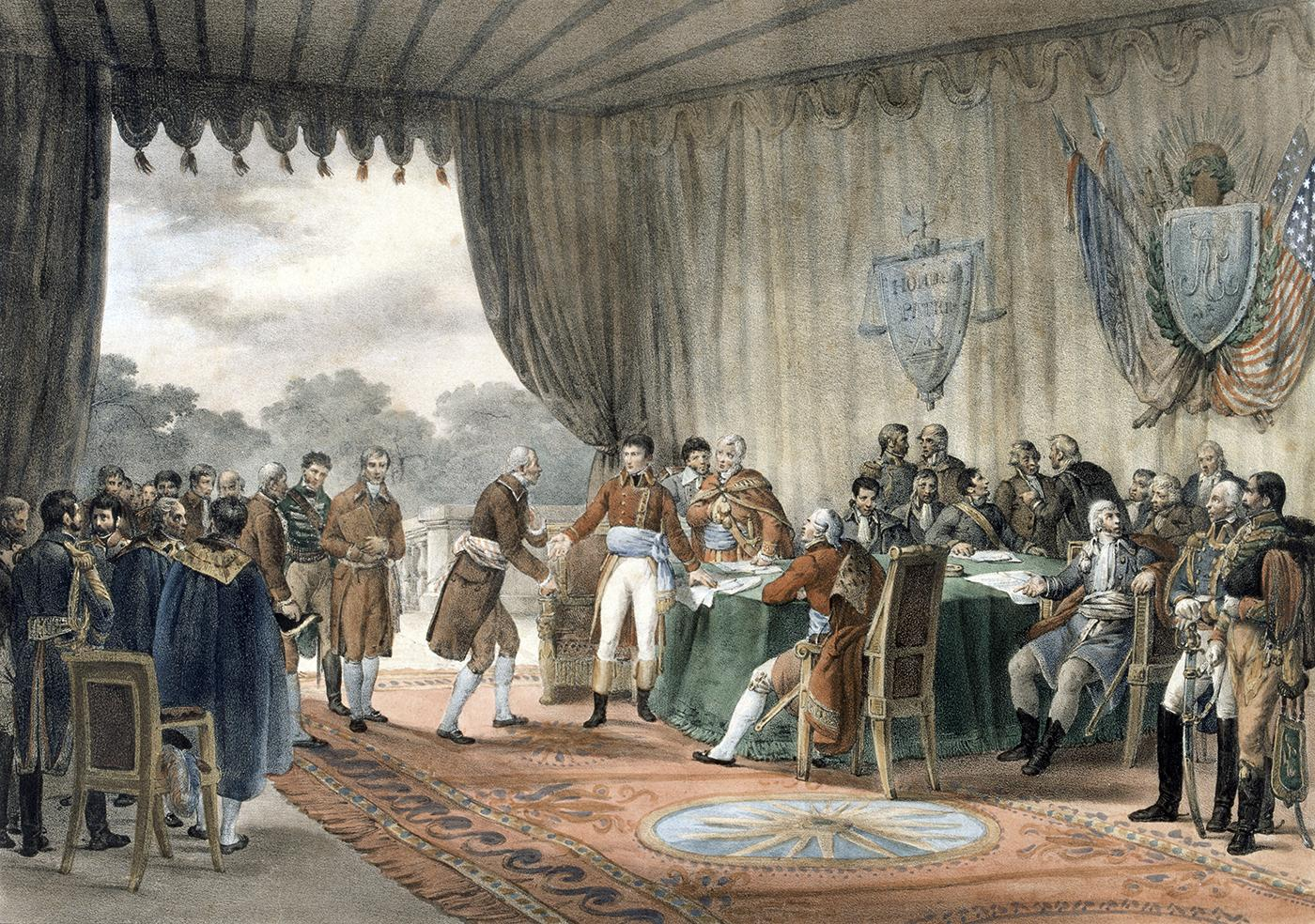
Die Unterzeichnung des Vertrags von Mortefontaine am 30. September 1800, Lithografie von Victor Adam

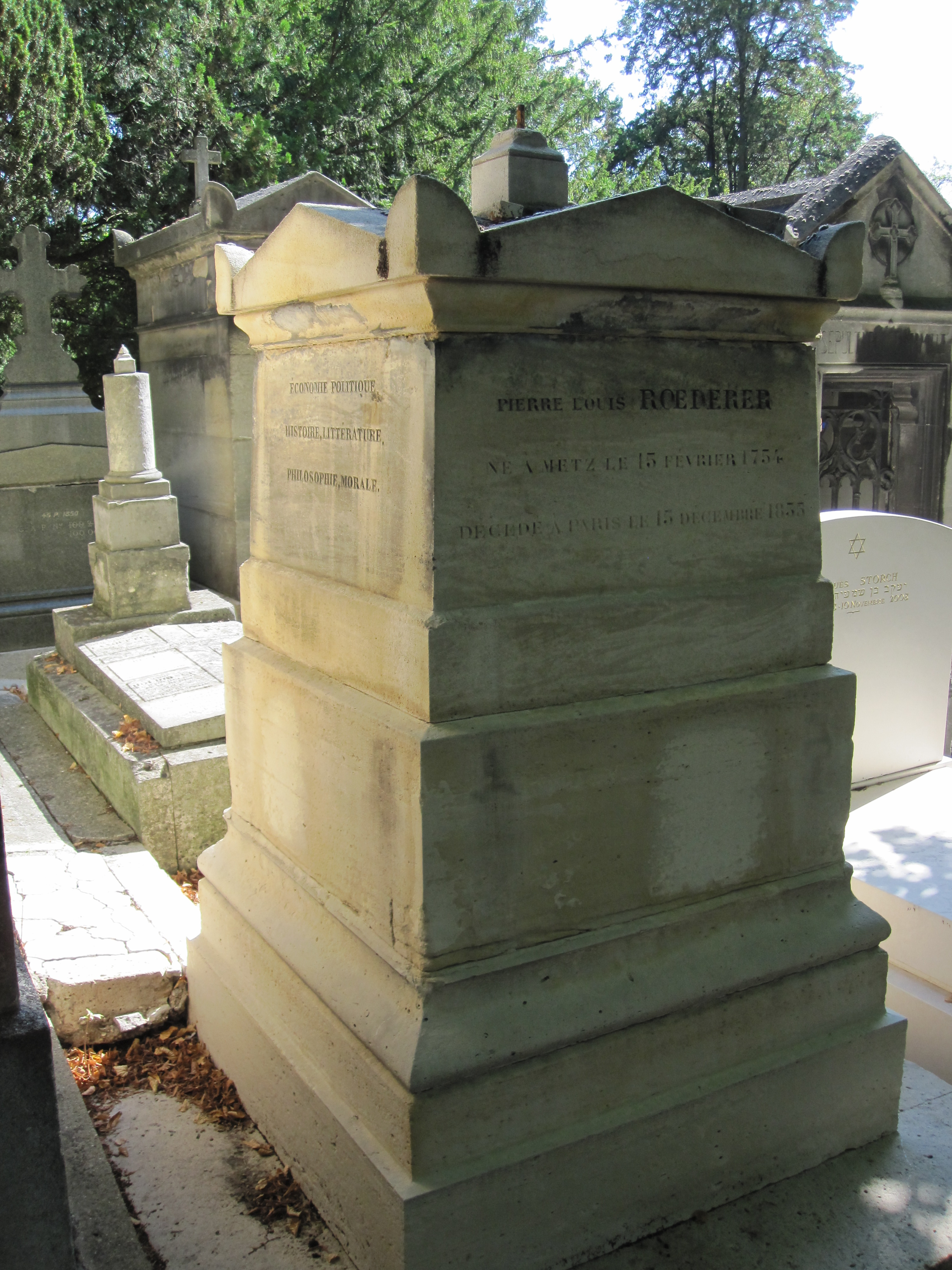
Grabmal Roederers auf dem Friedhof Père-Lachaise

Pierre-Louis Roederer, (* 15. Februar 1754 in Metz, nach anderen Angaben in Straßburg; † 17. Dezember 1835 in Bursard, Département Orne), Graf (seit dem 21. Dezember 1808), war ein französischer Staatsmann und Publizist, Berater Napoleon Bonapartes, Großoffizier der Ehrenlegion.

## Herkunft
Seine Eltern waren Pierre Louis Roederer (1711–1789) und Marguerite Gravelotte  du Saulcy (1717–1768).

## Leben
Vor der Französischen Revolution war Roederer Rechtsanwalt und Berater des Parlamentes in Metz. Politisch engagierte er sich in der Gesellschaft der Dreißig. Nach Einberufung der Generalstände unter Ludwig XVI. im Oktober 1789 wurde er als Abgeordneter des Dritten Standes Mitglied der Verfassungsgebenden Nationalversammlung. Hier gehörte er zur Gruppe der Jakobiner, deren Präsident er sogar im August 1791 wurde, war aber auch Mitglied im weiter rechts stehenden Klub von 1789. Eine Mitgliedschaft in mehreren politischen Gruppen war damals jedoch üblich. Am 10. August 1792 half er der königlichen Familie während des Tuileriensturms bei der Flucht in das Gebäude der Nationalversammlung. Während der Revolution war er als Journalist tätig. 1796 Professor der politischen Ökonomie zu Paris gehörte Roederer 1800 der französischen Delegation an, die durch Unterzeichnung des Vertrags von Mortefontaine den Quasi-Krieg mit den Vereinigten Staaten beendete. 1806 wurde Roederer Finanzminister König Josephs von Neapel im Königreich Neapel und in den Grafenstand erhoben. Vom 24. September 1810 bis November 1813 war er – als Nachfolger von Michel Gaudin (August 1808 bis 31. Dezember 1808) und Hugues-Bernard Maret (1. Januar 1809 bis 23. September 1810), die ihr Amt allerdings nur als Nebenaufgabe versehen hatten  – Minister und Staatssekretär für das Großherzogtum Berg mit Sitz in Paris. Außerdem war er Senator in der französischen Nationalversammlung. Roederer war auch Professor für Wirtschaft und Verleger einer Zeitung in Paris. Seit 1803 war er Mitglied der Académie française. 1816 wurde er aus ihr ausgeschlossen.
Düsseldorf erinnert seiner durch die schmeichelhafte Umschreibung mit dem Begriff Klein-Paris (Petit Paris, 1811).

## Familie
Am 28. Oktober 1777 heiratete Roederer in Frankfurt am Main Eve Régine Louise Walburge Guaita († 3. November 1833), die Tochter des Frankfurter Bankiers Anton Maria Guaita, die in die Ehe eine stattliche Mitgift einbrachte. Das Paar hatte mehrere Kinder:
- Pierre-Louis (1780–1835) ⚭ 1822 Blanche Joséphine Tircuy de Corcelle (1797–1884)
- Antoine Marie (1782–1865), Politiker ⚭ 1809 Catherine Adélaïde Berthier (1792–1874)
- Françoise Marthe (1783–1823) ⚭ 1822 Gaspard Gourgaud (1783–1852)

## Werke
- Dialogue concernant le colportage des marchandises (1783)
- En quoi consiste la prospérité d'un pays (1787)
- De la députation aux États généraux (1788)
- Discours de M. Rœderer, conseiller au parlement de Metz, prononcé a l'Assemblée nationale, a la séance du 17 novembre, au soir (1789)
- Observations sur l'élection d'un prétendu député de la ville de Metz aux États-généraux (1789)
- De la propriété considérée dans ses rapports avec les droits politiques (1792)
- Discours de M. Rœderer, prononcé à la Société des amis de la constitution, dans sa séance du dimanche 22 avril 1792, l'an 4e. de la liberté (1792)
- Mémoires sur l'administration du département de Paris (1795)
- Des institutions funéraires convenables à une république (1795)
- De l'intérêt des comités de la Convention (1795)
- Mémoires d'économie publique, de morale et de politique. Tome premier (2 Bände, 1799)
- De la philosophie moderne et de la part qu'elle a eue à la Révolution francaise, ou, Examen de la brochure publiée par Rivarol sur la philosophie moderne (1799)
- Opuscules de littérature et de philosophie (3 Bände, 1800–04)
- Discours sur le droit de propriéte, lus au Lycée les 9 décembre 1800 et 18 janvier 1801 (1801)
- La première et deuxième année du Consulat de Bonaparte (1802)
- Petits écrits concernant de grands écrivains (1803)
- Observations morales et politiques sur les journaux détracteurs du 18e siècle, de la philosophie & de la Révolution (1805)
- Louis XII (1820)
- Louis XII et François Ier", ou Mémoires pour servir à une nouvelle histoire de leur règne. Tome premier; Tome second; Tome troisième (1825–1833)
- Comédies historiques, de Louis XII à la mort de Henri IV (3 Bände, 1827–30):
  - Le Marguillier de Saint-Eustache (1819)
  - Le Fouet de nos pères
  - La Saint Barthélémy
- Les deux premières années du consulat de Bonaparte (1821)
- Comédies historiques (1827, nouvelle édition), Bevat: Le marguillier de Saint Eustache. Le fouet de nos pères, ou l'éducation de Louis XII en 1469. Le diamant de Charles-Quint. La mort de Henri IV, fragment d'histoire dialogué
- Conséquences du système de Cour établi sous François Ier (1830)
- Nouvelles bases d'élection (1830)
- Le budget de Henri, III, ou, Les premiers Etats de Blois, comédie historique; précédée d'une dissertation sur la nature des querres qu'on a qualifiées de querres de religion dans le seizième siècle; suivie d'une notice nouvelle sur la vie de Henri III (1830)
- L'Esprit de la Révolution de 1789, 235 p., Paris, 1831
- Chronique de cinquante jours, du 20 juin au 10 août 1792, rédigée sur pièces authentiques, 456 p., Paris, 1832
- Adresse d'un constitutionnel aux constitutionnels (1835)
- Mémoires pour servir l'histoire de la société polie en France (1835)
- Œuvres du comte P. L. Rœderer. Tome premier; Tome second; Tome troisième; Tome quatrième; Tome cinquième; Tome septième Tome huitième (publiée pas son fils, 1853–1859) (8 Bände)